# Lubuk Siam
Lubuk Siam is een bestuurslaag in het regentschap Kampar van de provincie Riau, Indonesië. Lubuk Siam telt 1421 inwoners (volkstelling 2010).